# ICAO 공항 코드
ICAO 공항 코드는 국제 민간 항공 기구(ICAO/OACI)에서 비행정보구역(FIR)과 공항에 부여하는 코드로, ICAO Document 7910, Location Indicators에 기재, 정리된다.

## 코드 조합법
지명 또는 공항명 자체를 세 글자로 축약하는 IATA 공항 코드에 비해 보다 논리적으로 만들어진다. 세계 전체에서의 지역을 가리키는 첫 글자, 해당 지역에서의 나라를 가리키는 두 번째 글자, 국가별 규칙에 따라 배당되는 세 번째와 네 번째 글자로 조합된다. 다만, 기본적으로 각 나라의 자진 신고에 따라 코드가 주어지기 때문에 특히 영토분쟁지역에 있어서 어느 한쪽의 나라(주로 실효 지배국)가 코드를 신청하여 부여되었다 해서 그 나라의 영유권을 인정하는 것이 아니다.
일례로 대한민국의 경우 첫 두 글자는 RK가 되는데, 이 때 R은 북서부 태평양 지역을, 두 번째 K는 대한민국을 뜻한다.

지역별 ICAO 코드 첫 글자

## 지역별 코드 접두사
일부 국가 및 지역은 첫 두 자리를 공유하기도 하며, 셋째 자리에서 추가로 구분한다.
| 코드 접두사 | 국가                                                                                      |
| ----------- | ----------------------------------------------------------------------------------------- |
|             |                                                                                           |
|             | A: 서부 남태평양                                                                          |
| AG          | 솔로몬 제도                                                                               |
| AN          | 나우루                                                                                    |
| AY          | 파푸아뉴기니                                                                              |
|             | B: 그린란드, 아이슬란드, 코소보                                                           |
| BG          | 그린란드                                                                                  |
| BI          | 아이슬란드                                                                                |
| BK          | 코소보                                                                                    |
|             | C: 캐나다                                                                                 |
| C           | 캐나다                                                                                    |
|             | D: 서아프리카 동부, 마그레브                                                              |
| DA          | 알제리                                                                                    |
| DB          | 베냉                                                                                      |
| DF          | 부르키나파소                                                                              |
| DG          | 가나                                                                                      |
| DI          | 코트디부아르                                                                              |
| DN          | 나이지리아                                                                                |
| DR          | 니제르                                                                                    |
| DT          | 튀니지                                                                                    |
| DX          | 토고                                                                                      |
|             | E: 북부 유럽                                                                              |
| EB          | 벨기에                                                                                    |
| ED          | 독일(민간)                                                                                |
| EE          | 에스토니아                                                                                |
| EF          | 핀란드                                                                                    |
| EG          | 영국                                                                                      |
| EH          | 네덜란드                                                                                  |
| EI          | 아일랜드                                                                                  |
| EK          | 덴마크, 페로 제도                                                                         |
| EL          | 룩셈부르크                                                                                |
| EN          | 노르웨이                                                                                  |
| EP          | 폴란드                                                                                    |
| ES          | 스웨덴                                                                                    |
| ET          | 독일(군용)                                                                                |
| EV          | 라트비아                                                                                  |
| EY          | 리투아니아                                                                                |
|             | F: 중앙아프리카, 남아프리카, 인도양                                                       |
| FA          | 남아프리카 공화국                                                                         |
| FB          | 보츠와나                                                                                  |
| FC          | 콩고 공화국                                                                               |
| FD          | 에스와티니                                                                                |
| FE          | 중앙아프리카 공화국                                                                       |
| FG          | 적도기니                                                                                  |
| FH          | 세인트헬레나 어센션 트리스탄다쿠냐                                                        |
| FI          | 모리셔스                                                                                  |
| FJ          | 영국령 인도양 지역                                                                        |
| FK          | 카메룬                                                                                    |
| FL          | 잠비아                                                                                    |
| FM          | 코모로, 프랑스 (마요트, 레위니옹), 마다가스카르                                           |
| FMC         | 코모로                                                                                    |
| FME         | 레위니옹                                                                                  |
| FN          | 앙골라                                                                                    |
| FO          | 가봉                                                                                      |
| FP          | 상투메 프린시페                                                                           |
| FQ          | 모잠비크                                                                                  |
| FS          | 세이셸                                                                                    |
| FT          | 차드                                                                                      |
| FV          | 짐바브웨                                                                                  |
| FW          | 말라위                                                                                    |
| FX          | 레소토                                                                                    |
| FY          | 나미비아                                                                                  |
| FZ          | 콩고 민주 공화국                                                                          |
|             | G: 서아프리카 서부, 마그레브                                                              |
| GA          | 말리                                                                                      |
| GB          | 감비아                                                                                    |
| GC          | 스페인 (카나리아 제도)                                                                    |
| GE          | 스페인 (세우타, 멜리야)                                                                   |
| GF          | 시에라리온                                                                                |
| GG          | 기니비사우                                                                                |
| GL          | 라이베리아                                                                                |
| GM          | 모로코                                                                                    |
| GO          | 세네갈                                                                                    |
| GQ          | 모리타니                                                                                  |
| GS          | 서사하라                                                                                  |
| GU          | 기니                                                                                      |
| GV          | 카보베르데                                                                                |
|             | H: 동아프리카, 북동아프리카                                                               |
| HA          | 에티오피아                                                                                |
| HB          | 부룬디                                                                                    |
| HC          | 소말리아 (소말릴란드 포함)                                                                |
| HD          | 지부티                                                                                    |
| HE          | 이집트                                                                                    |
| HH          | 에리트레아                                                                                |
| HK          | 케냐                                                                                      |
| HL          | 리비아                                                                                    |
| HR          | 르완다                                                                                    |
| HS          | 수단, 남수단                                                                              |
| HT          | 탄자니아                                                                                  |
| HU          | 우간다                                                                                    |
|             | K: 미국 본토                                                                              |
| K           | 미국 본토                                                                                 |
|             | L: 남부 유럽, 이스라엘, 팔레스타인, 터키                                                  |
| LA          | 알바니아                                                                                  |
| LB          | 불가리아                                                                                  |
| LC          | 키프로스                                                                                  |
| LD          | 크로아티아                                                                                |
| LE          | 스페인(본토, 발레아레스 제도)                                                             |
| LF          | 프랑스(본토, 생피에르미클롱)                                                              |
| LG          | 그리스                                                                                    |
| LH          | 헝가리                                                                                    |
| LI          | 이탈리아                                                                                  |
| LJ          | 슬로베니아                                                                                |
| LK          | 체코                                                                                      |
| LL          | 이스라엘                                                                                  |
| LM          | 몰타                                                                                      |
| LN          | 모나코                                                                                    |
| LO          | 오스트리아                                                                                |
| LP          | 포르투갈(아소르스 제도, 마데이라 제도)                                                    |
| LQ          | 보스니아 헤르체고비나                                                                     |
| LR          | 루마니아                                                                                  |
| LS          | 스위스                                                                                    |
| LT          | 터키                                                                                      |
| LU          | 몰도바                                                                                    |
| LV          | 팔레스타인                                                                                |
| LW          | 북마케도니아                                                                              |
| LX          | 지브롤터                                                                                  |
| LY          | 세르비아, 몬테네그로                                                                      |
| LZ          | 슬로바키아                                                                                |
|             | M: 중앙아메리카, 멕시코, 카리브해 북서부                                                  |
| MB          | 터크스 케이커스 제도                                                                      |
| MD          | 도미니카 공화국                                                                           |
| MG          | 과테말라                                                                                  |
| MH          | 온두라스                                                                                  |
| MK          | 자메이카                                                                                  |
| MM          | 멕시코                                                                                    |
| MN          | 니카라과                                                                                  |
| MP          | 파나마                                                                                    |
| MR          | 코스타리카                                                                                |
| MS          | 엘살바도르                                                                                |
| MT          | 아이티                                                                                    |
| MU          | 쿠바                                                                                      |
| MW          | 케이맨 제도                                                                               |
| MY          | 바하마                                                                                    |
| MZ          | 벨리즈                                                                                    |
|             | N: 남태평양, 뉴질랜드                                                                     |
| NC          | 쿡 제도                                                                                   |
| NF          | 피지, 통가                                                                                |
| NFT         | 통가                                                                                      |
| NG          | 키리바시, 투발루                                                                          |
| NGF         | 투발루                                                                                    |
| NI          | 니우에                                                                                    |
| NL          | 프랑스(왈리스 푸투나)                                                                     |
| NS          | 사모아, 아메리칸사모아                                                                    |
| NT          | 프랑스(프랑스령 폴리네시아)                                                               |
| NV          | 바누아투                                                                                  |
| NW          | 프랑스(누벨칼레도니)                                                                      |
| NZ          | 뉴질랜드                                                                                  |
|             | O: 파키스탄, 아프가니스탄, 중동                                                           |
| OA          | 아프가니스탄                                                                              |
| OB          | 바레인                                                                                    |
| OE          | 사우디아라비아                                                                            |
| OI          | 이란                                                                                      |
| OJ          | 요르단, 요르단강 서안 지구                                                                |
| OK          | 쿠웨이트                                                                                  |
| OL          | 레바논                                                                                    |
| OM          | 아랍에미리트                                                                              |
| OO          | 오만                                                                                      |
| OP          | 파키스탄                                                                                  |
| OR          | 이라크                                                                                    |
| OS          | 시리아                                                                                    |
| OT          | 카타르                                                                                    |
| OY          | 예멘                                                                                      |
|             | P: 미국 북태평양 영토, 키리바시                                                           |
| PA          | 미국 (알래스카)                                                                           |
| PB          | 미국(베이커섬)                                                                            |
| PC          | 키리바시                                                                                  |
| PF          | 미국(알래스카)                                                                            |
| PG          | 미국(괌, 북마리아나 제도)                                                                 |
| PH          | 미국(하와이)                                                                              |
| PJ          | 미국(존스턴 환초)                                                                         |
| PK          | 마셜 제도                                                                                 |
| PL          | 키리바시                                                                                  |
| PM          | 미국(미드웨이 환초)                                                                       |
| PO          | 미국(알래스카)                                                                            |
| PP          | 미국(알래스카)                                                                            |
| PT          | 미크로네시아 연방, 팔라우                                                                 |
| PTR         | 팔라우                                                                                    |
| PW          | 미국(웨이크섬)                                                                            |
|             | R: 북서태평양                                                                             |
| RC          | 중화민국                                                                                  |
| RJ          | 일본                                                                                      |
| RK          | 대한민국                                                                                  |
| RO          | 일본(오키나와)                                                                            |
| RP          | 필리핀                                                                                    |
|             | S: 남아메리카                                                                             |
| SA          | 아르헨티나                                                                                |
| SB          | 브라질                                                                                    |
| SC          | 칠레                                                                                      |
| SD          | 브라질                                                                                    |
| SE          | 에콰도르                                                                                  |
| SF          | 영국(포클랜드 제도)                                                                       |
| SG          | 파라과이                                                                                  |
| SH          | 칠레                                                                                      |
| SI          | 브라질                                                                                    |
| SJ          | 브라질                                                                                    |
| SK          | 콜롬비아                                                                                  |
| SL          | 볼리비아                                                                                  |
| SM          | 수리남                                                                                    |
| SN          | 브라질                                                                                    |
| SO          | 프랑스(프랑스령 기아나)                                                                   |
| SP          | 페루                                                                                      |
| SS          | 브라질                                                                                    |
| SU          | 우루과이                                                                                  |
| SV          | 베네수엘라                                                                                |
| SW          | 브라질                                                                                    |
| SY          | 가이아나                                                                                  |
|             | T: 카리브해 남동부                                                                        |
| TA          | 앤티가 바부다                                                                             |
| TB          | 바베이도스                                                                                |
| TD          | 도미니카 공화국                                                                           |
| TF          | 프랑스(과들루프, 마르티니크, 생바르텔레미, 세인트마틴섬)                                  |
| TG          | 그레나다                                                                                  |
| TI          | 미국령 버진아일랜드                                                                       |
| TJ          | 푸에르토리코                                                                              |
| TK          | 세인트키츠 네비스                                                                         |
| TL          | 세인트루시아                                                                              |
| TN          | 카리브 네덜란드, 아루바, 퀴라소, 신트마르턴                                               |
| TQ          | 앵귈라                                                                                    |
| TR          | 몬트세랫                                                                                  |
| TT          | 트리니다드 토바고                                                                         |
| TU          | 영국령 버진아일랜드                                                                       |
| TV          | 세인트빈센트 그레나딘                                                                     |
| TX          | 버뮤다                                                                                    |
|             | U: 러시아 및 구 소련 일부                                                                 |
| U           | 러시아                                                                                    |
| UA          | 카자흐스탄                                                                                |
| UB          | 아제르바이잔                                                                              |
| UC          | 키르기스스탄                                                                              |
| UD          | 아르메니아                                                                                |
| UG          | 조지아                                                                                    |
| UK          | 우크라이나                                                                                |
| UM          | 벨라루스, 러시아 칼리닌그라드주                                                           |
| UMK         | 러시아 칼리닌그라드주                                                                     |
| UT          | 우즈베키스탄, 타지키스탄, 투르크메니스탄                                                  |
| UTA         | 투르크메니스탄                                                                            |
| UTD         | 타지키스탄                                                                                |
|             | V: 남아시아, 홍콩/마카오                                                                  |
| VA          | 인도 서부                                                                                 |
| VC          | 스리랑카                                                                                  |
| VD          | 캄보디아                                                                                  |
| VE          | 인도 동부                                                                                 |
| VG          | 방글라데시                                                                                |
| VH          | 홍콩                                                                                      |
| VI          | 인도 북부                                                                                 |
| VL          | 라오스                                                                                    |
| VM          | 마카오                                                                                    |
| VN          | 네팔                                                                                      |
| VO          | 인도 남부                                                                                 |
| VQ          | 부탄                                                                                      |
| VR          | 몰디브                                                                                    |
| VT          | 타이                                                                                      |
| VV          | 베트남                                                                                    |
| VY          | 미얀마                                                                                    |
|             | W: 동남아시아(필리핀 제외)                                                                |
| WA          | 인도네시아                                                                                |
| WB          | 브루나이, 동말레이시아                                                                    |
| WBA, WBS    | 브루나이                                                                                  |
| WI          | 인도네시아                                                                                |
| WM          | 서말레이시아                                                                              |
| WP          | 동티모르                                                                                  |
| WQ          | 인도네시아                                                                                |
| WR          | 인도네시아                                                                                |
| WS          | 싱가포르                                                                                  |
|             | Y: 오스트레일리아                                                                         |
| Y           | 오스트레일리아(노퍽섬, 크리스마스섬, 코코스 (킬링) 제도, 오스트레일리아령 남극 지역 포함) |
|             | Z: 동아시아 (중국/북한/몽골)                                                              |
| Z           | 중화인민공화국(ZK, ZM 제외)                                                               |
| ZK          | 조선민주주의인민공화국                                                                    |
| ZM          | 몽골                                                                                      |

- Q: 무선 전보용으로 예약되어 있음
- I, J, X: 예비 코드(미사용)

## 세 번째 자리 규칙
일부 국가 및 지역은 세 번째 자리 할당 규칙이 명문화되어 있다.

### 대한민국
- D: 독도
- J: 전라
- N: 강원
- P: 부산, 경남, 제주
- S: 서울경기
- T: 대구, 경북, 충청

## 같이 보기
- ICAO 공항 코드 목록